# Санатории Москвы
Санатории Москвы — лечебно-профилактические учреждения, расположенные на территории Москвы.
На территории Москвы расположено более десятка санаториев. Большая часть санаториев расположена в лесопарковой зоне города. Московский климат, близость к дому не вызывает акклиматизации отдыхающих. В санаториях созданы все условия для отдыха и оздоровления отдыхающих.

## История
Первый московский санаторий открылся в 1913 году в Сокольниках на средства А. А. Четвериковой. Санаторий носил имя дочери Н. Д. Четвериковой. Руководил санаторием врач А. Н. Алексин. В санатории могли отдыхать 25 пациентов. Специализация санатория — лечение костного туберкулёза. В 1913 году был также открыт санаторий для больных чахоткой. Санаторий располагался на Погонно-Лосином острове. Лечились в санатории бедные пациенты.
До 1917 года в Москве были открыты «санаторные приюты» в Петровско-Разумовском и Кунцеве, после 1917 года в санатории переделывали национализированные имения.
К 1924 году в Москве было уже 17 санаториев на 1500 мест. В санаториях лечили туберкулёз, заболеваниями обмена веществ, внутренние болезни, нервные заболевания.
До 1995 года Москва пополнилась 4 детскими туберкулёзными санаториями для детей и взрослых. К этому времени в Москве уже было 40 санаториев, специализировавшихся на лечении детей. При нескольких московских больницах работали санаторные отделения.
В настоящее время на территории Москвы работают санатории: Детский ортопедический санаторий № 56, Детский нефрологический санаторий № 9, Медицинский центр — санаторий «SpaGolod» (лечение заболеваний немедикаментозными методами, голоданием, очищением организма), Филиал № 44 (детский санаторий № 44) НПЦ ПЗДП, парк Отель для пожилых людей «Монино», Кардиологический санаторный центр «Переделкино», Санаторий «Сокольники» (лечение трофических язв, аденомы простаты, хронических воспалительных заболеваний, сердечно-сосудистых заболеваний), Детский бронхолёгочный санаторий № 18, Санаторий-профилакторий РУДН, Филиал № 28 (детский санаторий № 28) НПЦ ПЗДП, Филиал № 30 (детский санаторий № 30) НПЦ ПЗДП, Детский санаторий № 65 филиал НПЦ ДП, Филиал № 66 (детский санаторий № 66) НПЦ ПЗДП, Санаторий Узкое (лечение и профилактика заболеваний сердечно-сосудистой системы, опорно-двигательного аппарата, вегетативной нервной системы). Большая часть санаториев расположена в южной части города.
Оплату путёвок в санатории производят как сами отдыхающие, так и социальные службы в РФ.